# Benzoát
Benzoáty (též benzoany) jsou soli nebo estery kyseliny benzoové, obsahují benzoátový aniont C6H5COO− nebo benzoátovou skupinu PhCOO—.
Kyselina benzoová a její soli a estery se používají jako konzervanty. Soli se používají častěji z důvodu lepší rozpustnosti ve vodě.

## Příklady
- Benzoan sodný
- Benzoan draselný
- Benzoan vápenatý
- Ethyl-benzoát